# لمويل موس
لمويل موس (بالإنجليزية: Lemuel Moss)‏ هو عالم عقيدة وكاتب أمريكي، ولد في 27 ديسمبر 1829 في Bullittsville, Kentucky ‏ في الولايات المتحدة، وتوفي في 13 يوليو 1904 في نيويورك في الولايات المتحدة.